# Скотный двор
«Ско́тный двор» (англ. Animal Farm: A Fairy Story, в других переводах «Скотское хозяйство», «Скотский уголок», «Скотский хутор», «Ферма животных», «Ферма Энимал», «Зверская Ферма», «Звероферма») — изданная в 1945 году сатирическая повесть-притча (англ. a fairy story) Джорджа Оруэлла. В повести изображена революция общества животных, изгнавших со скотного двора (первоначально называвшегося ферма «Усадьба» или в других переводах — «Господский двор», «Райский уголок») его предыдущего владельца, жестокого мистера Джонса, от безграничной свободы к диктатуре свиньи по кличке Наполеон.
В повести Оруэлл показал перерождение революционных принципов и программ, то есть постепенный переход от идей всеобщего равенства и построения утопии к диктатуре и тоталитаризму. По мнению А. Бартова, «Скотный двор» — притча, аллегория на революцию 1917 года и последующие события в России.
Оруэлл писал повесть с ноября 1943 по февраль 1944. Очевидная сатира на Советский Союз, тогдашнего союзника Британии по антигитлеровской коалиции, была опубликована уже после победы над нацистской Германией — в августе 1945. Первая публикация в СССР произошла во время «перестройки» в журнале «Родник» (Рига, 1988, № 3-6. Перевод И. И. Полоцк).

## Основные понятия

### Скотизм
Скотизм (или анимализм) — неофилософская система, по которой, согласно замыслу, должно жить новообразованное общество животных Скотного двора. Пародия на коммунизм.

### Семь заповедей
В основу скотизма легли семь заповедей, придуманных свиньями и начертанных ими же краской на торце большого амбара:
1. Тот, кто ходит на двух ногах — враг.
2. Тот, кто ходит на четырёх (равно как и тот, у кого крылья) — друг.
3. Животное не носит одежду.
4. Животное не спит в кровати.
5. Животное не пьёт спиртного.
6. Животное не убьёт другое животное.
7. Все животные равны.

Но оказалось, что многие виды животных «Скотного двора», ввиду узкого склада ума, не способны запомнить все семь заповедей, отчего специально для них было решено сократить положения скотизма до единственной максимы: «четыре ноги — хорошо, две ноги — плохо!».
Позднее свиньи, перестав соблюдать заповеди, но не перестав пропагандировать их среди других животных, тайно исправили их, дабы не быть обвинёнными в их нарушении. Дописанные (здесь — жирным начертанием) заповеди стали выдаваться за исконные:
1. Животное не спит в кровати под простынями.
2. Животное не пьёт спиртного до бесчувствия.
3. Животное не убьёт другое животное без причины.
4. Все животные равны, но некоторые животные более равны, чем другие.

Последняя заповедь в изменённом виде была обнаружена животными позже других и единственной из всех. Остальные были стёрты. Когда свиньи начали ходить на двух ногах, максима впоследствии сменилась на: «четыре ноги хорошо, две ноги — лучше!».

## Сюжет

Флаг Анимализма (в другом переводе — Скотизма)

На ферме «Усадьба», которая расположена рядом с городком Уиллингдон в Англии, зреет восстание. В начале повести фермой владеет местный фермер-алкоголик мистер Джонс. Дела фермы идут из рук вон плохо.
Ночью всеми уважаемый хряк Старый Майор устраивает собрание, на котором призывает свергнуть власть людей, и исполняет песню «Твари Англии» (в другом переводе — «Скот домашний, скот бесправный»). Несколько дней спустя он умирает. Животные во главе со свиньями Наполеоном, Снежком (в других переводах «Обвал» или «Цицерон») и Визгуном («Деловой» или «Стукач») готовятся к восстанию.
Однажды Джонс забывает накормить животных, и это становится причиной восстания. Животные выгоняют его, и вся власть на ферме переходит к свиньям. Они провозглашают семь заповедей, которые все должны соблюдать. Снежок из зелёной скатерти создал флаг, нарисовав белое копыто и рог. Зелёный цвет символизировал поля Англии, а копыто и рог олицетворяли республику животных.
На обновлённом «Скотном дворе» животные считают себя свободными и счастливыми, несмотря на то, что им приходится работать от рассвета до заката. Особые трудовые качества показывает старый конь Боксёр («Работяга» или «Боец»), который работает за троих.
На одном из собраний Наполеон захватывает единоличную власть на ферме, натравив на Снежка девять огромных псов, которых он вырастил, спрятав ещё щенятами. Снежку удалось сбежать (по слухам он скрывается на соседней ферме), с тех пор его никто не видел. Визгун становится первым помощником Наполеона.
Целью животных становится строительство ветряной мельницы (план строительства разработал Снежок, но после его изгнания Наполеон присвоил план себе, а Снежка объявил плагиатором и предателем). Они работают ещё больше, Боксёр на стройке подрывает здоровье. Однажды ночью практически построенная мельница обрушивается из-за урагана и слишком тонких стен. Наполеон объявляет обрушение диверсией сбежавшего Снежка и заочно приговаривает его к смерти. По приказу Наполеона собаками казнены несколько животных (в том числе четверо поросят, протестовавших против отмены Наполеоном воскресных ассамблей) и птиц по обвинению в тайной связи со Снежком.
Постепенно, одну за другой, Наполеон исправлял, а затем и вовсе отменил все заповеди, кроме одной, последней и самой главной. Однако и эта заповедь не осталась неизменной и приняла следующий вид — «Все животные равны, но некоторые более равны, чем другие». Жизнь на ферме проходит под контролем Наполеона и приближённых к нему свиней, которые принимают все решения на «Скотном дворе». Если животные начинают сомневаться, Визгун убеждает их, что всё хорошо.
Владелец соседней фермы, мистер Фредерик, пытается захватить «Скотный двор», но его попытка оканчивается провалом. В бою Боксёр получает ранение. Мельницу взрывают, и Наполеон издаёт приказ на её восстановление.
Через несколько лет фактически не остаётся животных, помнящих времена до восстания. Коня Бойца, который уже не может работать, увозят на бойню. Визгуну удаётся убедить животных, что героя труда и восстания увезли в больницу, где ему будет лучше, чем на ферме. Вскоре он сообщает о смерти героя Скотного двора. Вырученные за Боксёра деньги свиньи пропивают.
Также Визгун, вместе с вторящими ему своим блеянием овцами, каждый день убеждает животных, что жизнь на ферме становится всё лучше и лучше. В то же время свиньи переселяются в опустевший дом Джонса, надевают его одежду, пьют его вино, играют в карты с людьми — соседями с других ферм. Заканчивается повесть ссорой и примирением людей и свиней, за которыми наблюдает подслеповатая от старости лошадь Клевер («Хрумка» или «Кашка») и несколько других животных: «Оставшиеся снаружи переводили взгляды от свиней к людям, от людей к свиньям, снова и снова всматривались они в лица тех и других, но уже было невозможно определить, кто есть кто».

## Предыстория создания
Оруэлл писал книгу между ноябрем 1943 и февралем 1944 годов, после опыта, полученного во время гражданской войны в Испании, который он описал в книге «Памяти Каталонии». В предисловии к изданию «Скотного двора» (1947) он объяснял, что, избежав коммунистических чисток в Испании, он понял то, «как легко тоталитарная пропаганда может контролировать мнение просвещённых людей в демократических странах». Это побудило Оруэлла начать разоблачать и решительно осуждать то, что он считал сталинским искажением социалистических идеалов. «Памяти Каталонии» продавалась плохо и прочитав бестселлер Артура Кёстлера «Слепящая тьма» о московских процессах, Оруэлл решил, что художественная литература — это лучший способ описания тоталитаризма.
Как пишет литературовед Вячеслав Недошивин:
Одна сценка мучила Оруэлла на склоне лет. Он как-то в деревне увидел десятилетнего мальчугана, который тонким прутиком гнал огромную лошадь. „Меня поразило, — напишет, — что, если бы животные осознали свою силу, мы не смогли бы властвовать над ними, и что люди эксплуатируют животных почти так же, как богачи эксплуатируют пролетариат… Отсюда, отмечает Недошивин, выросла сказка «Скотный двор» — „яростная сатира на сталинщину… где прямо будет сказано о новой наседающей на мир лжи, насильно присваивавшей себе имя правды“.

## Язык
Сказка написана не только афористичным, но и очень простым языком.

В 1943 году, задумав «Двор», Оруэлл сказал Эйлин [жене], что хочет сделать прозрачный, легко переводимый на другие языки текст. В первую очередь, на русский. Надежда, что читатели страны, о которой он думал неотступно, когда-нибудь прочтут его книги, не оставляла его.— Виктория Чаликова. Размышления о «Скотном дворе»

## Персонажи

### Животные

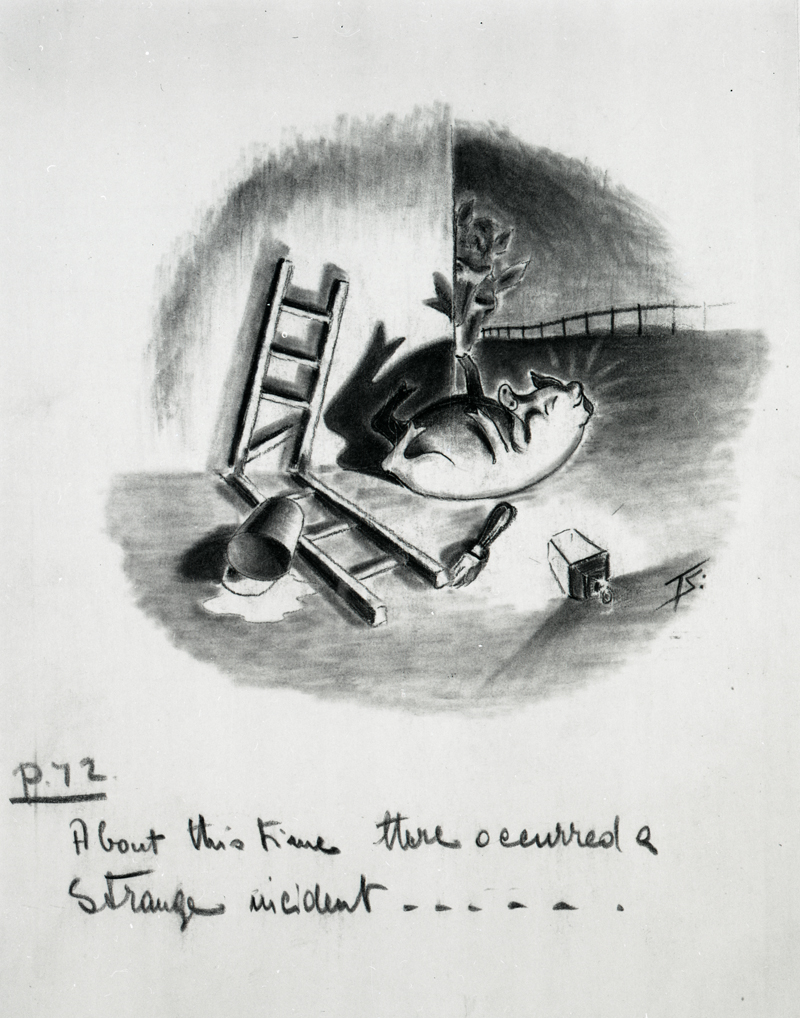
Визгун, упавший во время исправления 5-й заповеди (гл. VIII). Художники и Дональд Фриман, 1950

- Майор[8] (Old Major[9], в других переводах Старый Главарь, Умник, Ботан, Мозг, Интеллект) — старый хряк, идейный вдохновитель революции. Умер незадолго до восстания. Его череп животные после восстания выкапывают из могилы и водружают на кол, а также каждое утро поют гимн «Твари Англии», которому их научил Майор. Прототипами образа послужили основатель марксизма Карл Маркс и российский и советский государственный и политический деятель В. И. Ленин.
- Наполеон (Napoleon) — агрессивный беркширский хряк, получивший безграничную власть на Скотном дворе после восстания. Он использует репрессии и репрессивный аппарат в лице девяти выращенных им собак для усиления личной власти и подавления инакомыслия, а также для изгнания своего главного соперника, Снежка. После захвата единоличной власти начинает развиваться культ личности Наполеона. Образ Наполеона отсылает к И. В. Сталину. В первых переводах на французский носил имя Цезарь, так как во Франции запрещено называть свиней Наполеонами[10]. Правда, позже оригинальное имя вернули.
- Снежок[8] (Snowball, в других переводах Сноуболл, Цицерон, Обвал) — хряк, один из лидеров восстания. Описанный с иронией, но и с несомненной симпатией, в отличие от Наполеона, Снежок искренне верит в построение общества равных животных и благодаря своим ораторским и военным способностям пользуется широким доверием. На еженедельных собраниях неизменно спорит с Наполеоном по вопросам ведения хозяйства. Путём коварства Наполеон берёт верх в борьбе со своим противником, и Снежок, попав в опалу, изгоняется со двора. План Снежка относительно построения ветряной мельницы на ферме, первоначально высмеянный Наполеоном, осуществляется самим новым правителем фермы после изгнания соперника. Персонаж основан на революционере Л. Д. Троцком и частично на В. И. Ленине. Недовольные переворотом и уходом от коллегиальности управления фермой поросята олицетворяют некоторых кандидатов и членов Политбюро ЦК.

- Визгун[8] (Squealer, в других переводах Крикун, Стукач, Фискал, Деловой) — ответственный за официальные выступления поросёнок. Умелый пропагандист и агитатор. Постоянно восхваляя Наполеона и его «мудрейшие» действия, Визгун в своих речах часто противоречит сам себе. Однажды ночью был застигнут животными во время исправления семи заповедей, записанных на стене. Персонаж частично основан на личности Молотова, а частично отсылает к журналистам «Правды», готовых объяснить любой поворот в политике партии[11]. Исправление заповедей отсылает к правкам в уставе РСДРП(б), РКП(б), ВКП(б).
- Минимус[8] (Minimus, в других переводах Последыш, Шибздик, Мизинец) — свин. Обладает удивительным даром сочинять стихи. По приказу Наполеона сочинил новый гимн Скотного Двора, заменивший собой «Тварей Англии», а также поэму в честь вождя. Сочинение нового гимна — аллюзия на государственный гимн СССР, заменивший «Интернационал», что в свою очередь отсылает к С. В. Михалкову. Если обратить внимание на текст песни Минимуса «Товарищ Наполеон», то можно заметить, что она является пародией на «Песню о товарище Сталине» поэта Сулеймана Стальского.
- Боксёр[8] (Boxer, в других переводах Боец, Воин, Работяга) — работящий конь; самый трудолюбивый житель Скотного двора, тяжело работающий и при мистере Джонсе, и после восстания, и при Наполеоне. Наивность Боксёра мешает ему осознать свою эксплуатацию остальными существами. Во многом благодаря Боксёру животным удаётся довести строительство мельницы до завершающего этапа, однако стройка окончательно подрывает его силы. Наполеон обещает доверчивому работнику вылечить его в госпитале, однако на деле продаёт своего верного последователя на бойню-мыловарню, а вырученные деньги пропивает вместе с остальными свиньями, купив на них виски. В любой критической ситуации Боксёр говорит: «Я буду работать ещё больше!». А после установления власти Наполеона он выбрал себе второй девиз: «Товарищ Наполеон всегда прав». Персонаж олицетворяет стахановское движение.
- Кловер[8] (Clover, в других переводах Клевер, Ромашка, Кашка, Травка, Хрумка) — другая упряжная лошадь, лучшая подруга Боксёра. Она медленнее других животных забывала изначальные цели восстания. В отличие от трудяги Боксёра, сумевшего выучить только первые четыре буквы алфавита, она выучила весь алфавит, но читать не умеет. Олицетворяет часть советского народа со средним уровнем интеллекта.
- Молли (Mollie) — праздная лошадь, больше всего на свете любящая ленточки, символизирующие роскошь. Вскоре после восстания Молли, не сумев приспособиться к новым порядкам, убегает со Скотного двора и поступает в услужение владельцу соседней фермы, после чего любые упоминания о ней оказываются под запретом. Персонаж олицетворяет эмигрантов из России после свержения царя.
- Мюриель[8] (Muriel, в других переводах Мона, Мюриэл) — коза. Часто читает заповеди по просьбе Кловер или своей инициативе и обнаруживает их изменения. Символизирует умную часть населения, которая многое (но не все) понимает, но молчит. В конце умирает.
- Мозус[8] (Moses, в других переводах Мозес, Моисей) — старый ручной ворон, и при этом самый старый житель Скотного двора. Любимец мистера Джонса. Животные ненавидят его, потому что он ничего не делает и много болтает. Он проповедует о Леденцовой горе — Рае, в который попадают животные после смерти. Свиньи протестуют против этих верований, и после восстания Мозус покидает ферму, однако через некоторое время возвращается. При этом свиньи почему-то не причиняют ему вреда. Олицетворяет религию и духовенство.
- Бенджамин (Benjamin, в других переводах Бенджамен, Вениамин) — старый осёл, скептически относящийся ко всему происходящему, в том числе к революции, но не склонный прямо высказывать своё мнение. В отличие от других животных, он хорошо умел читать, и должен был замечать переписывание семи заповедей на стене. Но при просьбе других животных прочитать их он старался всячески отделаться от этой задачи. Из всех жителей Скотного двора только он трезво оценил ситуацию и понял, что Боксёра отправили не в больницу, а на живодёрню. Олицетворяет интеллигенцию.
- Овцы — часть населения со слабыми умственными способностями, не способная критически рассматривать события на ферме. Легко манипулируемы Наполеоном и Визгуном, потому покорно выполняют любой приказ и единогласно поддерживают любые провозглашённые идеи. По поводу и без твердили девиз «Четыре ноги — хорошо, две ноги — плохо». Когда свиньи стали ходить на двух ногах, Визгун переучил овец говорить «Четыре ноги — хорошо, две ноги — лучше».
- Собаки — стражи революции. Пока Снежок рисовал планы построения мельницы, Наполеон воспитывал щенков — стражей революции, послушных только ему. Благодаря им Наполеон захватил и удерживал власть на ферме, проводя время от времени «чистки». Олицетворяют НКВД.

### Люди
- Мистер Джонс (Mr. Jones, в других переводах Джоунз) — хозяин фермы, символизирующий «старый порядок» (намёк на самодержавие и крепостничество). В конце повествования мистер Джонс умирает от алкогольной зависимости. Его прототипы — Николай II и Керенский (как и Александр Фёдорович, мистер Джонс умер в изгнании).
- Мистер Фредерик (Mr. Frederick, в других переводах Фридрих, Питер) — жестокий и агрессивный владелец соседней фермы Пинчфилд. Тщетно пытался захватить Скотный Двор. Персонаж основан на личности Адольфа Гитлера.
- Мистер Пилкингтон[8] (Mr. Pilkington[12], в других переводах Калмингтон, Пилькингтон) — добродушный фермер с барскими замашками, хозяин Плутней — большой и запущенной фермы с заросшими угодьями и покосившимися заборами. Обычно вместо того, чтобы заниматься фермой, ходит на охоту или на рыбалку. В конце приезжает в гости к свиньям и играет с ними в карты. Он по характеру похож на Уинстона Черчилля.
- Мистер Уимпер (Mr. Whymper, в других переводах Сопли) — юрист из Уиллингдона (Willingdon), посредник между фермой и остальным миром. Вероятный прототип — Арманд Хаммер.

## Переводы на русский язык
- Мария Кригер и Глеб Струве, 1950[13]. Переводчики получили от Оруэлла 2 тыс. немецких марок (155 фунтов стерлингов) на издание книги и её доставку в СССР. Подверглись цензуре упоминания олицетворявшего духовенство ворона Моисея, что было обнаружено в Европе лишь в конце 70-х годов, в СССР — после выхода в 1982 г. перевода в журнале «Континент» вырезанных отрывков.[14]
- Илан Изекиилович Полоцк, 1980—1988[15][16][17][18]
- Неизвестный автор, Самиздат, 1980-е годы
- Владимир Прибыловский, 1986
- Сергей Эмильевич Таск, 1989[19]
- Беспалова Лариса Георгиевна, 1989
- Мария Карп, 2001[20]

|                | Кригер / Струве | Илан Полоцк  | Самиздат   | Прибыловский   | Таск            | Беспалова    | Карп               |
| -------------- | --------------- | ------------ | ---------- | -------------- | --------------- | ------------ | ------------------ |
| Animal Farm    | Скотский хутор  | Скотный Двор | Звероферма | Зверская ферма | Скотский уголок | Скотный двор | Скотское Хозяйство |
| Old Major      | Старый Майор    | Старый Майер | Майор      | Старый Майор   | Старый Майор    | Главарь      | Майор              |
| Napoleon       | Наполеон        | Наполеон     | Наполеон   | Наполеон       | Наполеон        | Наполеон     | Наполеон           |
| Snowball       | Снежок          | Сноуболл     | Снежок     | Снежок         | Цицерон         | Обвал        | Снежок             |
| Squealer       | Фискал          | Визгун       | Пискун     | Визгун         | Деловой         | Стукач       | Визгун             |
| Minimus        | Минимус         | Минимус      | Меньшой    | Минимус        | Шибздик         | Последыш     |                    |
| Boxer          | Боксер          | Боксер       | Боксер     | Боксер         | Работяга        | Боец         | Боксёр             |
| Clover         | Кашка           | Кловер       | Люцерна    | Кашка          | Хрумка          | Кашка        | Ромашка            |
| Mollie         | Молли           | Молли        | Молли      | Молли          | Молли           | Молли        | Молли              |
| Muriel         | Манька          | Мюриель      | Мюриэль    | Мюриель        | Мюриэл          | Мона         | Мюриел             |
| Moses          | Моисей          | Мозус        | Мозес      | Моисей         | Моисей          | Моисей       | Моисей             |
| Benjamin       | Вениамин        | Бенджамин    | Бенджамин  | Бенджамин      | Бенджамин       | Вениамин     | Бенджамин          |
| Mr. Jones      | фермер Джонс    | мистер Джонс | Джонс      | мистер Джонс   | мистер Джонс    | мистер Джонс | мистер Джоунс      |
| Mr. Frederick  | Фридрих         | Фредерик     | Фредерик   | Фредерик       | Фредерик        | Питер        |                    |
| Mr. Pilkington | Пилкингтон      | Пилкингтон   | Пилкингтон | Пилькингтон    | Пилкингтон      | Калмингтон   |                    |
| Mr. Whymper    | Уимпер          | Уимпер       | Уимпер     | Вимпер         | Уимпер          | Сопли        | Уимпер             |

## Тема бунта зверей
По крайней мере за 60 лет до Оруэлла русский историк Николай Костомаров (1817—1885) использовал этот сюжет в очерке «Скотской бунт», произведении, изданном всего один раз, в 1917 году. Идеи и некоторые обороты речей бугая из «Скотского бунта» и борова из «Скотного двора» удивительным образом соотносятся друг с другом, что видно даже при их отрывочном сравнении.
В качестве одной из предтеч Оруэлла называют также польского классика Владислава Реймонта, который в своём последнем произведении «Бунт» (1924) описал восстание животных.

## Театральные постановки
- «Скотный двор» — постановка Московского драматического театра «Модерн» (Москва, Россия) 2024. Режиссёр — Юрий Грымов[24].

## Экранизации
- «Скотный двор» (Звероферма) (мультфильм, 1955 год)
- «Скотный двор» (фильм, 1999 год)
- «Скотный двор» (мультфильм)[25].
- Гарет Джонс — фильм о британском журналисте посетившем СССР в 1933 году и первым рассказавшем миру о голоде на Украине, сам Оруэлл играет второстепенную роль и роль рассказчика.